# فامزغون
فامزغون (بالإنجليزية: Vamazğon)‏ هي منطقة سكنية تقع في أذربيجان في مقاطعة ليريك.[بحاجة لمصدر]